# Papillon d'or (film)
Pour plus de détails, voir Fiche technique et Distribution.
Papillon d'or (arabe : الفراشة الذهبية, soit Fartattou el thahab) est un film tunisien réalisé par Abdelhamid Bouchnak, sorti en 2021. Le film est sélectionné par la Tunisie pour l'Oscar du meilleur film international.

## Fiche technique
- Titre : Papillon d'or
- Titre original : الفراشة الذهبية (Fartattou el thahab)
- Réalisation : Abdelhamid Bouchnak
- Scénario : Abdelhamid Bouchnak
- Photographie : Hatem Nechi
- Pays d'origine : Tunisie
- Format : couleurs
- Genre : drame
- Durée : 89 minutes
- Date de sortie : 2021

## Distribution
- Fethi Haddaoui : Abdelwahab
- Mohamed Souissi : Moez
- Rayan Dhaouadi : l'enfant
- Yasmine Dimassi